# Valeri Guerassimov
Pour les articles homonymes, voir Guerassimov.
Valeri Vassilievitch Guerassimov (en russe : Вале́рий Васи́льевич Гера́симов), né le 8 septembre 1955 à Kazan, est un général d'armée et chef de l'État-major général des Forces armées de la fédération de Russie depuis le 9 novembre 2012. Il est également le premier vice-ministre de la Défense.

## Biographie

### Jeunesse et engagement militaire
Valéri Guerassimov est né à Kazan, dans la République socialiste soviétique autonome tatare, actuelle République du Tatarstan. Il est diplômé de l'école militaire Souvorov de Kazan en 1973, de l’école supérieure des troupes blindées de Kazan, en 1977. Il sort diplômé de l’académie militaires des forces blindées de Malinovskil en 1987.  Enfin, en 1997, il est diplômé de l'académie militaire de l'état-major général des Forces armées russes. 
Lors de la seconde guerre de Tchétchénie, il est commandant de la 58e armée dans la région militaire du Caucase du Nord. Il se fait connaître pour avoir fait arrêter et condamner Iouri Boudanov, un colonel russe accusé d’avoir brutalisé et assassiné une jeune tchétchène durant le conflit. Anna Politkovskaïa dit de lui qu'il est l'exemple « d’un homme qui a su préserver son honneur d’officier ». 
Par la suite, il occupe entre autres les postes de chef d'état-major du District militaire d'Extrême-Orient (2003-2005), puis de commandant du district militaire de Moscou (2009-2010) et du district militaire central en 2012. 

### Chef de l'état-major général russe
Il est nommé chef de l'état-major général des Forces armées de la fédération de Russie et vice-ministre russe de la Défense par le président Vladimir Poutine, le 9 novembre 2012,, afin de succéder à Nikolaï Makarov (en). Il fait partie de la délégation russe au sommet de Genève entre Vladimir Poutine et Joseph Biden, le 16 juin 2021.

#### «Doctrine Guerassimov»
« Militaire jusqu'à la racine des cheveux », comme le dit le ministre de la Défense, Sergueï Choïgou, une confusion existe sur le fait qu'il ait mis en place la « doctrine Guerassimov (en) » qui serait une technique de guerre hybride appliquée depuis 2014 par la Russie et qui consiste à préparer l'opinion publique à une guerre en utilisant des moyens informatiques, diplomatiques, économiques, culturels et psychologiques en plus des dispositifs militaires, appuyée par une guerre de l'information.
Cette confusion vient du fait qu'il ait prononcé un discours en 2013 expliquant comment l'Occident avait procédé à la mise en place des printemps arabes, ainsi que la manière dont l'Occident envisagerait de déstabiliser la Russie.

#### Guerre russo-ukrainienne et guerre civile syrienne
Il préside aux manœuvres de l’armée russe en Crimée et au Donbass en 2014 et en Syrie en 2015.

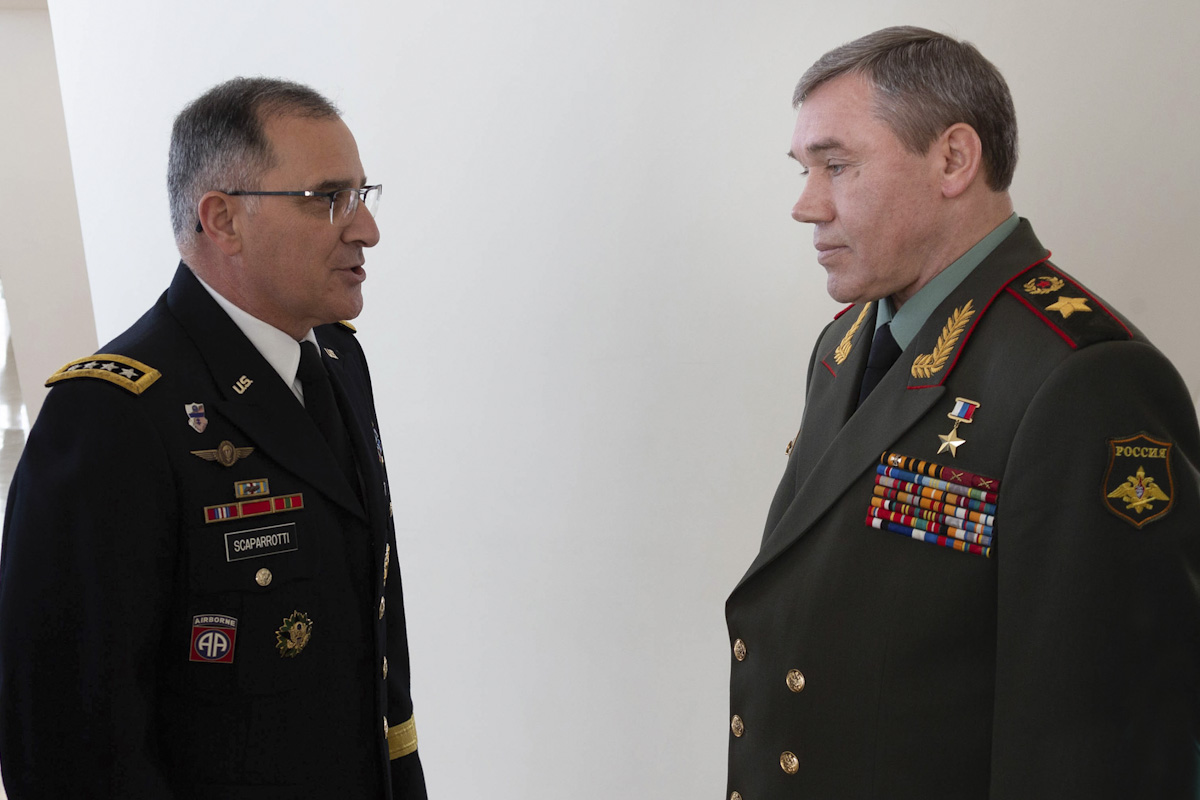
Curtis Scaparrotti (commandant suprême des forces de l'Otan en Europe de 2016 à 2019) et Valéri Guérassimov, à droite, à Bakou le 19 avril 2018.

Il est visé par des mandats d'arrêt émis par le Service de sécurité d'Ukraine et par l'Union européenne depuis avril 2014, du fait du rôle qu'il a joué dans le soutien de la Russie aux rebelles du Donbass et dans le déploiement massif de troupes russes à la frontière russo-ukrainienne.

#### Invasion de l'Ukraine en 2022

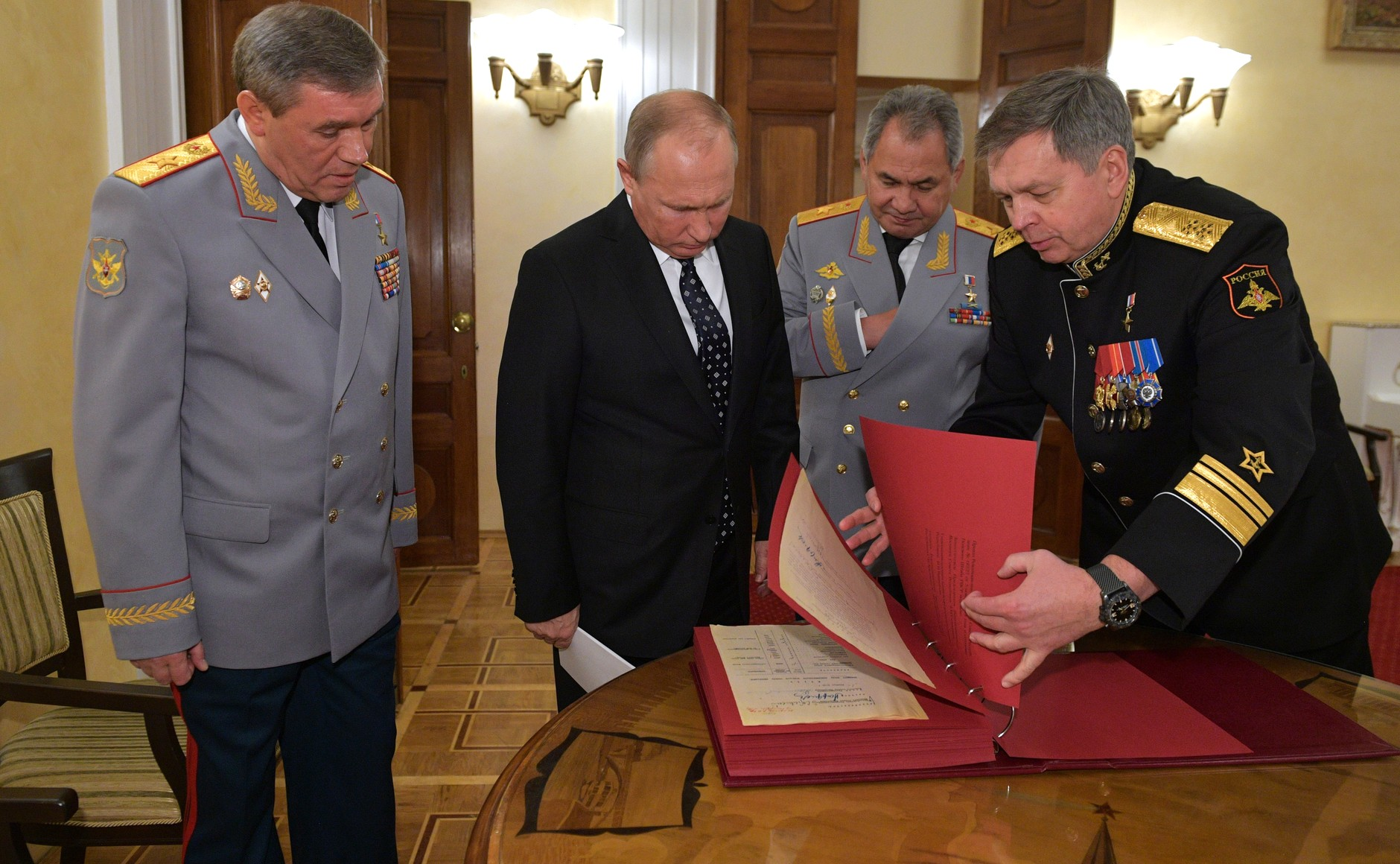
À gauche Valeri Guerassimov, puis Vladimir Poutine et Sergueï Choïgou en retrait, à Moscou le 2 novembre 2018.

Il est considéré comme l'un des acteurs majeurs dans le cadre de l'invasion de l'Ukraine par la Russie en 2022. Le 25 février 2022, il est ajouté à la liste des ressortissants spécialement désignés et des personnes bloquées de l'OFAC empêchant, de fait, toute personne ou entreprise américaine, de commercer avec lui, étant donné qu'il est considéré comme une menace pour la sécurité américaine. 

Le 27 février 2022, lors d'un entretien retransmis, Vladimir Poutine demande à Valéri Guerassimov et à Sergueï Choïgou de « mettre les forces de dissuasion de l'armée russe en régime spécial d'alerte au combat ».

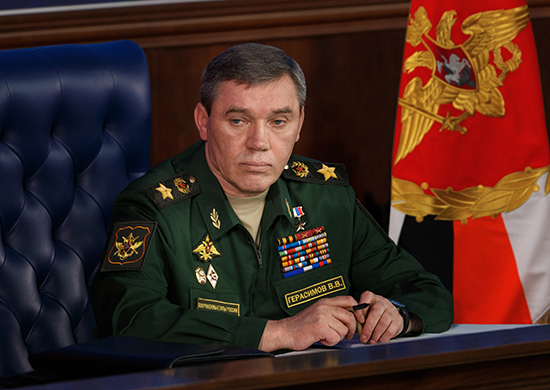
Valeri Guerassimov dans son bureau au ministère de la Défense de la fédération de Russie (2016).

Le 27 avril, le journal militaire ukrainien Defense Express (uk) rapporte que Guerassimov se rendrait personnellement au front pour prendre le commandement (écartant Alexandre Dvornikov) et qu'il semble déjà être arrivé à un poste de commandement près d'Izioum, dans l'oblast de Kharkiv,.
Le 30 avril, la chaîne Telegram ukrainienne Insider UA (Инсайдер UA) annonce la mort de 100 Russes, dont le major général Andreï Simonov et le chef d'état-major, lors d'une attaque contre le poste de commandement de la 2e armée blindée de la Garde. Le 1er mai, la chaîne Telegram révise ses affirmations, déclarant à nouveau que Simonov est mort mais que Guerassimov n'est pas mort mais blessé et que sa garde personnelle avait été tuée. Le même jour, sur Facebook, le journaliste ukrainien Aleksandr Shulman annonce la blessure de Guerassimov,. L'ancien ministre ukrainien de l'Intérieur Arsen Avakov affirme sur Facebook qu'il a des informations de Russie selon lesquelles Guerassimov a été blessé à la jambe droite par un éclat d'obus,. Sur Twitter, Valery Solovey (ru) écrit que Guerassimov a reçu un éclat d'obus à la jambe droite.
Cependant le même jour, le fondateur de Conflict Intelligence Team Rouslan Leviev écrit sur Twitter que Guerassimov est arrivé ce jour-là à l'aéroport de Belgorod, en Russie, et s'est rendu à Moscou, apparemment indemne,. Des sources d'Ukrayinska Pravda nient que Guerassimov a été blessé,. Viktor Andrusiv, conseiller du ministre ukrainien de l'Intérieur, déclare à la télévision ukrainienne que Guerassimov était certainement là, bien qu'il n'y ait aucune confirmation de sa blessure et qu'il y ait des indications du contraire,. De plus, bien que les forces armées américaines aient été au courant de sa présence en Ukraine, le département américain de la Défense n'a pas pu confirmer qu'il a été blessé,,. 
Le 11 janvier 2023, il est nommé à la tête de l'« opération spéciale militaire » en Ukraine. Le général Sergueï Sourovikine, précédemment à la tête de l'opération, devient son assistant,.

#### Mandat d'arrêt international de la CPI
Le 25 juin 2024, la Cour pénale internationale annonce avoir émis des mandats d'arrêt contre Valeri Guerassimov et l'ancien ministre de la Défense Sergueï Choïgou, « présumés responsables du crime de guerre consistant à diriger des attaques contre des biens de caractère civil [...] et du crime de guerre consistant à causer des dommages accidentels excessifs à des civils ou à des biens de caractère civil [...], et du crime contre l'humanité d'actes inhumains [...] ».

## Décorations

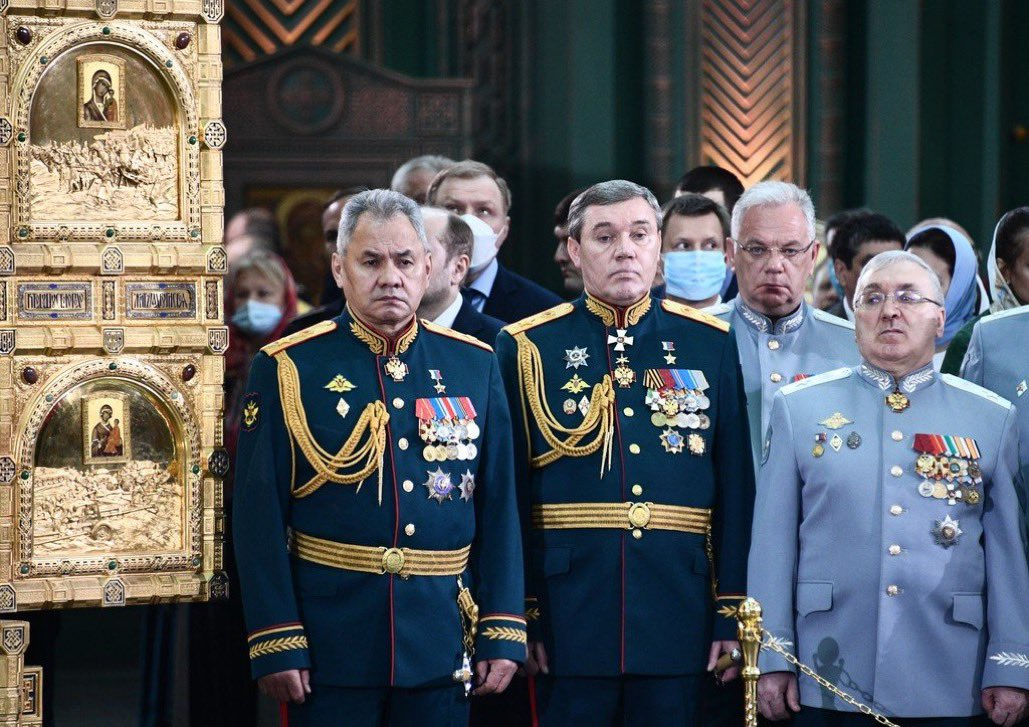
Au premier plan : Valeri Guerassimov au milieu, avec Sergueï Choïgou à gauche, Moscou, le 16 juin 2020.

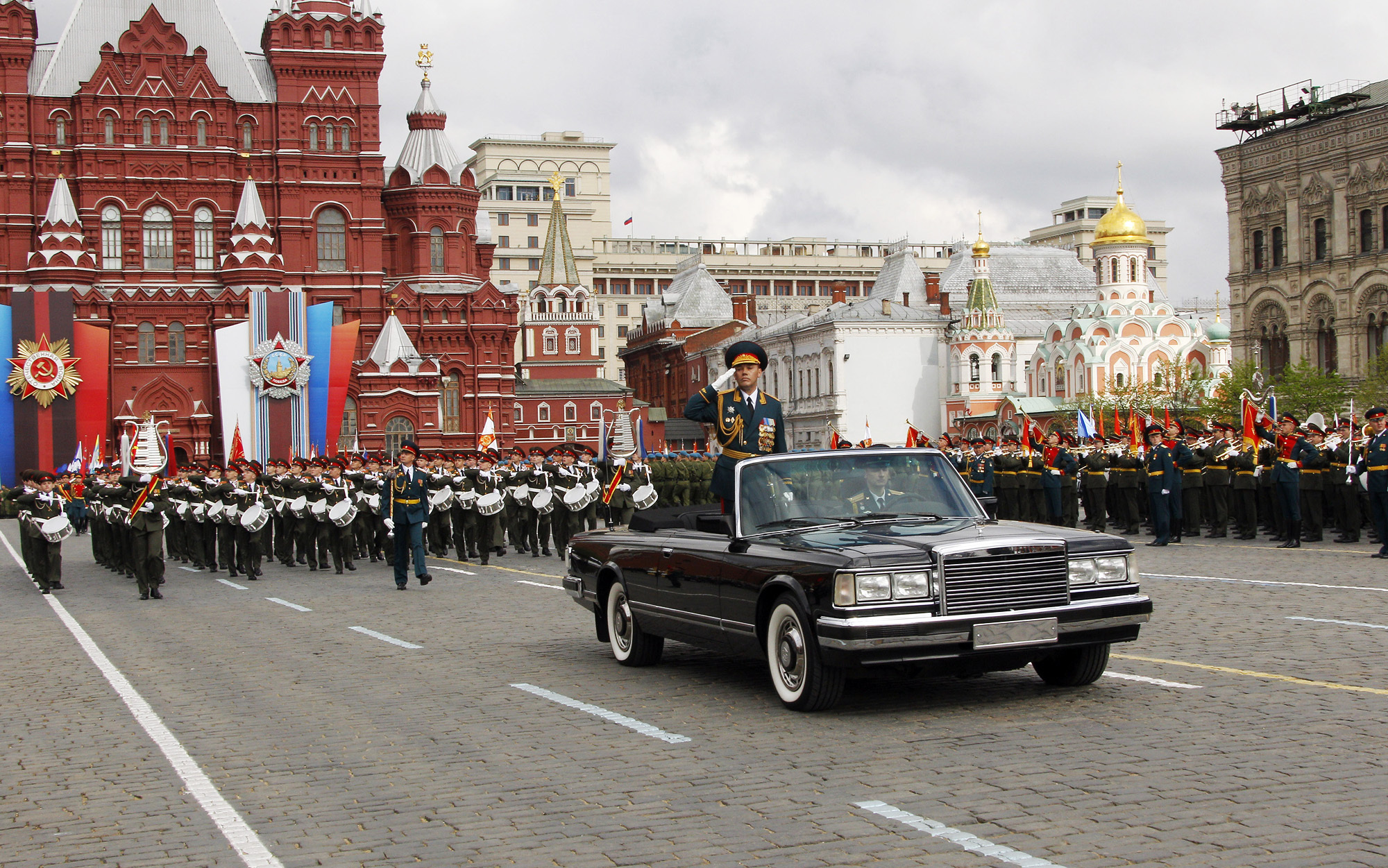
Debout dans la voiture, Valeri Guerassimov lors du défilé du Jour de la Victoire le 9 mai 2011.

### Russes
- Héros de la fédération de Russie
- Première classe de l'ordre du Mérite pour la Patrie
- Première classe de l'ordre de Saint-Georges
- Médaille de l'ordre de l'Honneur
- Médaille de l'ordre d'Alexandre Nevski
- Médaille de l'ordre du Mérite militaire
- Médaille du Courage militaire
- Médaille « Défenseur d'une Russie libre » (en)
- Médaille "du mérite militaire"
- Médaille de la Valeur militaire
- Médaille d'Honneur militaire
- Médaille de la Bravoure
- Médaille de l'ordre du Service pour la Patrie dans les Forces armées
- Médaille du service méritoire
- Médaille « Pour distinction au combat »
- Médaille « Pour le retour de la Crimée »

### Étrangères
- Médaille du maréchal Baghramyan (en) (Arménie)
- Médaille pour les services dans le domaine de la coopération militaire (Azerbaïdjan)
- Médaille de l'ordre de l'amitié des peuples (en) (Biélorussie)
- Héros de la république populaire de Donetsk
- Médaille de l'ordre de la Bannière rouge de Mongolie (en)
- Grand-officier de l'ordre de l'union de Myanmar (en)
- Grand-officier de l'ordre de Ruben Dario (es) (Nicaragua)
- Médaille de l'ordre de la coopération militaire (Syrie)